# Кисис, Роберт Янович
Ро́берт Я́нович Ки́сис (латыш. Roberts Ķīsis; 1896—1981) — советский партийный деятель, ответственный секретарь Енисейского губернского комитета РКП(б), заместитель председателя Совета народных комиссаров Латвийской ССР, министр коммунального хозяйства Латвийской ССР. Член ЦК КП(б)У в январе 1934 — мае 1937 г. Член Комиссии советского контроля при СНК СССР в феврале 1934—1939 г. Депутат Верховного Совета Латвийской ССР. Член ЦК КП Латвии.

## Биография
Родился в семье крестьянина-бедняка на территории современной Латвии. Закончил «министерскую» школу и сельскохозяйственные курсы.
Член РСДРП(б) с 1913 года. Вел революционную работу в Видиенской организации Латвийской социал-демократической рабочей партии (СДЛК).
В 1915—1917 годах — в русской императорской армии, служил в латышских полках. Участник Первой мировой войны.
В 1917 году — член Военно-революционного комитета 2-го латышского стрелкового полка, делегат II Всероссийского съезда Советов, секретарь Исполнительного комитета Совета солдатских депутатов 12-й армии Северного фронта. В 1918 году — секретарь партийного комитета 9-го латышского стрелкового полка, охранявшего Кремль. В 1919—1921 годах — на военно-политической и командной работе в Красной армии. В 1920 году был ранен в войне с Польшей, попал в плен и был интернирован в Латвии, откуда сбежал и вернулся в Красную армию на врангельский фронт.
В 1921—1922 годах — заведующий организационным отделом Екатеринославского губернского комитета КП(б)У.
В феврале 1923 — ноябрь 1925 года — ответственный секретарь Енисейского губернского комитета РКП(б). В 1925—1926 годах — заведующий организационного отдела Сибирского краевого комитета ВКП(б).
В июле 1926 — феврале 1930 года — 2-й секретарь Сибирского краевого комитета ВКП(б).
В 1930—1933 годах — заместитель народного комиссара внешней и внутренней торговли СССР.
В 1933—1934 годах — начальник Политического сектора машинно-тракторных станций (МТС) областного земельного управления Днепропетровской области.
26 января—10 февраля 1934 года делегат XVII съезда ВКП(б) с совещательным голосом.
С 1934 года — уполномоченный Комиссии советского контроля при СНК СССР по Азово-Черноморскому краю; уполномоченный Комиссии советского контроля при СНК СССР по Воронежской области.
В 1941—1944 годах — заместитель председателя Совета народных комиссаров Латвийской ССР.
В 1944—1959 годах — министр коммунального хозяйства Латвийской ССР.
С 1960 года — председатель Партийной комиссии при ЦК КП Латвии.
После выхода на пенсию проживал в Риге. Автор нескольких работ о латышских стрелках.

## Награды
- орден Ленина